# Blang Kuta (Peudawa)
Blang Kuta is een bestuurslaag in het regentschap Aceh Timur van de provincie Atjeh, Indonesië. Blang Kuta telt 533 inwoners (volkstelling 2010).